# 산청 우계당
산청 우계당(愚溪堂)은 대한민국 경상남도 산청군 차황면 부리에 있는, 조선 전기 유림들이 학문 교육을 위한 서원으로 세웠으나 지금은 위패를 모시고 제사를 지내는 사당으로 쓰고 있다. 1997년 12월 31일 경상남도의 문화재자료 제244호로 지정되었다.

## 개요
조선 전기 유림들이 학문 교육을 위한 서원으로 세웠으나 지금은 위패를 모시고 제사를 지내는 사당으로 쓰고 있다.
앞면 6칸·옆면 3칸 규모이며, 지붕은 옆에서 볼 때 여덟 팔(八)자 모양을 한 팔작지붕이다. 높은 기단 위에 앞면과 좌우 옆면에 툇마루를 놓고 난간을 두어 누각과 같은 형태를 하고 있다. 대들보를 통째로 사용하여 견고하고, 좌우의 온돌방에는 아궁이를 두어 굴뚝을 기단면으로 나오게 한 특이한 구조를 이루고 있다.

## 참고 문헌
- 산청 우계당 - 국가유산청 국가유산포털